# Асаре
Асаре (порт. Assaré)  —  муниципалитет в Бразилии, входит в штат Сеара. Составная часть мезорегиона Юг штата Сеара. Входит в экономико-статистический  микрорегион Шапада-ду-Арарипи. Население составляет 21 822 человека на 2006 год. Занимает площадь 1 116,320 км². Плотность населения — 19,5 чел./км².
Праздник города —  19 июля.

## История
Город основан 19 июля 1865 года. 

## Статистика
- Валовой внутренний продукт на 2003 составляет 39.265.323,00 реалов (данные: Бразильский институт географии и статистики).
- Валовой внутренний продукт на душу населения на 2003 составляет 1.835,60 реалов (данные: Бразильский институт географии и статистики).
- Индекс развития человеческого потенциала на 2000 составляет 0,577 (данные: Программа развития ООН).